# Kurubara Boodi Halu, Chikmagalur
Kurubara Boodi Halu là một làng thuộc tehsil Chikmagalur, huyện Chikmagalur, bang Karnataka, Ấn Độ.